# Cheesehahchamuk
Cheesehahchamuk, jedna od bandi ili plemena i Wampanoaga s otoka Martha's Vineyard iz istoimenog sačemstva (sachemship) u Massachusettsu. Speck (1928) ih pripisuje široj skupini Tewanticut, što je i ime sachema kojemu su podređeni pod-sachemi iz Homes' Holea (danas Vineyard Haven ili Tisbury), tada zvano Nobnocket. Druga skupina podređena Tewanticutu bili su banda iz Sanchakankacheta (Sahnchecontuckquet) ili Wampamag koje je predvodio podsachem Autumsquin i njegov sin Wampamag iz East Chopa i Oak Bluffa.

## Vanjske poveznice
- Chappiquiddic Wampanoag History